# Thottea curvisemen
Thottea curvisemen är en piprankeväxtart som beskrevs av Ding Hou. Thottea curvisemen ingår i släktet Thottea och familjen piprankeväxter. Inga underarter finns listade i Catalogue of Life.